# Leucocelis nigrithorax
Leucocelis nigrithorax är en skalbaggsart som beskrevs av Sigmund Schenkling 1921. Leucocelis nigrithorax ingår i släktet Leucocelis och familjen Cetoniidae. Inga underarter finns listade i Catalogue of Life.